# 東勝寺 (鎌倉市)

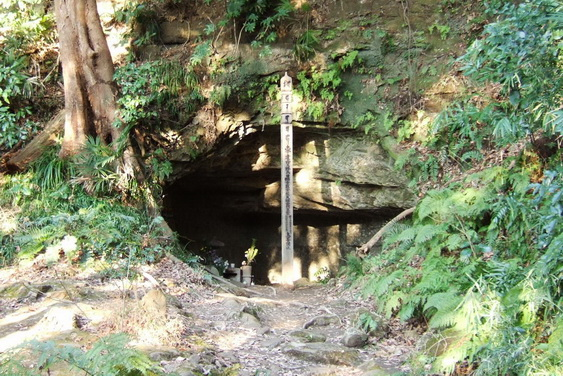
腹切やぐら（東勝寺跡）

東勝寺（とうしょうじ）は、かつて神奈川県鎌倉市葛西ケ谷にあった寺院で、鎌倉幕府の執権として活躍した北条氏の菩提寺のひとつ。関東十刹の一つであった。
鎌倉幕府が滅亡した東勝寺合戦の場として知られる。

## 沿革
開山は明菴栄西の弟子の退耕行勇、開基は北条泰時である。本朝高僧伝によると退耕行勇は、1241年（仁治2年）東勝寺で示寂している。
1225年（嘉禄元年）、執権となった北条泰時は鎌倉の鶴岡八幡宮境内の南東、滑川をこえた葛西ケ谷の谷間に当寺を築き、北条一族の菩提寺とした。この寺は、菩提寺であると同時に有事に備えた城塞の意味をもった寺院であったと推測される。
元亨釈書によれば、桑田道海、約翁徳倹らがここに住しており、禅林僧伝によれば、1307年（徳治2年）南山士雲が住持している。この後、東明恵日、素安了堂、太清宗渭、普済善救らも住持している。
1323年（元亨3年）北条貞時十三年忌供養には、当寺の僧衆53名が参加しており、諸寺の僧衆のうちこの数は10番目に多く、かなりの大寺であったことがわかる。
1333年（元弘3年）、後醍醐天皇に呼応して鎌倉に攻め寄せた新田義貞の軍勢を迎え撃つべく、北条高時ら北条氏一門が当寺に篭もったが、なすすべもなく自ら火を放って自刃した（東勝寺合戦）。『太平記』によると、自害した者は「名越の一族三十四人、赤橋、常盤、佐介の人々四十六人、その門葉たる人々二百八十三人、われさきにとぞ切つけたる」とある。一族・家臣283人、あとに続いた兵も合わせて870人余であったという。
この時に建造物は焼失したが、間を置かずに再建されたとみられる。また、北条一門が滅亡したのを悼み、現在の藤沢市に新たな東勝寺が建てられた。また、当時の住職であった信海和尚が本尊の大日如来像を持ち出して鎌倉・池子村（現在の逗子市池子）まで逃げ落ちて、同名の寺（後に東昌寺に改）を建立している。
十刹の順位には変遷があるが、1342年（暦応5年）第五位、1353年（文和2年）第三位、1386年（元中3年）関東十刹の第三位に列せられた。
当寺がいつ廃したかは明らかではないが、1512年（永正9年）5月20日、古河公方足利政氏は妙徳を東勝寺住持に任じており（東山文庫記録）、この時まで存在していたとみられるが、円覚寺佛日庵所蔵の「北条家政氏印判状」には、1573年（元亀4年）に東勝寺領が建長寺の九成僧菊に与えられたと記録されており、この間に廃寺になったものと思われる。

## 発掘調査および現況
1975年（昭和50年）・1976年（昭和51年）および1996年（平成8年）・1997年（平成9年）に、寺跡の北側と中央の谷部分を中心として発掘調査が実施された。出土した陶磁器をはじめとする遺物の年代や層位学的研究法の成果（炭化物の層と熱を受けた痕跡等）から、史書に記されるとおり、元弘3年当時の実在が確証される。
調査によって、地元の「鎌倉石」の切石を積み上げた石垣、切石敷きの坂道、岩盤を掘削してつくった排水溝、また、門跡と推定される地覆石（じぶくいし）の列や礎石建物、掘立柱建物（各1棟）など、格式を誇る仏教寺院の遺構群を比較的良好な状態で検出した。遺物では、宋・元代の獣足青磁香炉・獣足褐軸香炉・天目茶碗（中国産）、古瀬戸（尾張国産）の朽葉文の施された壺などが見つかっており、いずれも権力者に庇護された寺院の調度品にふさわしいものである。
1998年（平成10年）6月、「東勝寺跡」として国の史跡に指定された。かつての寺域には現在も、高時が切腹したという伝説の残る「腹切りやぐら」があり、大正期に建立された旧跡の碑が立つ。ただし、付近の崖からの落石の危険があるため、立ち入りは禁止されている。